# Mino De Rossi
Mino De Rossi (* 21. Mai 1931 in Arquata Scrivia; † 7. Januar 2022 in Genua) war ein italienischer Radrennfahrer, Weltmeister und Olympiasieger.

## Karriere
1951 wurde Mino De Rossi Amateurweltmeister in der Einerverfolgung. Im Jahr darauf  wurde er in Helsinki gemeinsam mit Marino Morettini, Guido Messina und Loris Campana Olympiasieger in der Mannschaftsverfolgung. Zudem errang er 1952 bei den Bahn-Weltmeisterschaften in Paris in der Verfolgung den Titel des Vize-Weltmeisters, was allerdings nicht seinen Erwartungen entsprach: Vor dem Finale, das er gegen den Niederländer Piet van Heusden verlor, war er von seinem eigenen Erfolg so überzeugt gewesen, dass er schon Autogrammkarten mit der Aufschrift „Weltmeister 1951/1952“ verteilt hatte.
Anschließend trat De Rossi zu den Profis über, fuhr zahlreiche Klassiker, kam aber über einen dritten Rang bei der Lombardei-Rundfahrt im Jahre 1954 nicht hinaus. Zwischen 1957 und 1965 startete er auch bei 48 Sechstagerennen, von denen er zwei gewann: 1959 in Buenos Aires mit Jorge Bátiz und 1963 in Montreal mit Ferdinando Terruzzi. 1967 beendete De Rossi seine Radsportkarriere.